# Riskfaktor
Riskfaktor är en faktor som kan medföra en risk.
Riskfaktorer kan beräknas för risken att en person ska drabbas av en sjukdom men det används också för risken att en person ska drabbas av ett brott. När man beräknar en riskfaktor för personer tar man hänsyn till en mängd olika variabler, exempelvis personens ålder, kön och miljö. En sociolog som blivit uppmärksammad för sina skriverier angående risk är Ulrich Beck.